# Le Groom (téléfilm)
Pour plus de détails, voir Fiche technique et Distribution.
Le Groom est un téléfilm français réalisé par Paul Racer sur un scénario de Bernard Granger et Jacques Zelde produit en 1995, et diffusé pour la première fois en France le 21 décembre 1998 sur TF1.
Depuis le 21 avril 2023, le téléfilm est disponible gratuitement sur la chaîne YouTube Imineo.

## Synopsis
Julien est un jeune Groom dans un hôtel huppé de la Côte d'Azur. De nouveaux clients âgés arrivent à l'hôtel accompagnée d'une infirmière, auxquels Julien s'attache...

## Fiche technique
Source Inathèque
- Titre français : Le Groom
- Réalisation : Paul Racer
- Scénario : Bernard Granger, Jacques Zelde
- Société de production : Carrere Productions
- Pays de production :  France
- Langue originale : français
- Format : couleur
- Genre : Drame
- Durée : 90 minutes
- Année de production : 1995

## Distribution
- Renaud Ménager : Julien
- Jean-Pierre Bisson : Alexandre
- Mallaury Nataf : Sonia
- Thérèse Liotard : Elise
- Cylia Malki : Astrid

## Tournage
Le tournage se déroule en novembre 1994 dans le département français des Alpes-Maritimes en région Provence-Alpes-Côte d'Azur.